# Carmen del Moral
Carmen del Moral fue una cantante y actriz que nació en Buenos Aires, Argentina el 12 de julio de 1920 y falleció en San Miguel, provincia de Buenos Aires, Argentina el 6 de diciembre de 1991. Poseía una envidiable y afinada voz, así como una capacidad artística que la destacaron tanto en los escenarios teatrales como en el cine y la radio.

## Primeros años

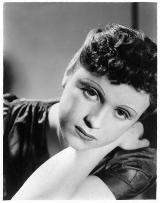
Carmen del Moral

Era hija de Nicolás de los Santos y Juana Invernizzi, que además tuvieron otros tres hijos: Margarita, Alberto e Isabel. Después de vivir en el barrio de Palermo toda la familia se radicó en el barrio de Floresta, donde la futura actriz hizo sus estudios primarios y tomó lecciones de canto con la profesora Bolognesse.

## Carrera artística
Su nombre artístico se lo debe a Héctor Quesada, músico y representante de artistas, quien también le da su nombre artístico a Hugo del Carril, por considerar que el “del” le da una mejor sonoridad al apellido.
En 1936 debutó profesionalmente como cantante en LR1 Radio El Mundo en el programa auspiciado por productos Himalaya en horas del mediodía, ya con el nombre artístico de Carmen del Moral. Después de trabajar allí por cuatro se incorpora a Radio Splendid continuando alternativamente en ambas emisoras.
Se inició en el cine representando el papel de 'Magda' en la película Muchachas que estudian (1939), acompañando a Enrique Serrano, Sofía Bozán, Delia Garcés, Pepita Serrador, Alicia Vignoli y Alicia Barrié bajo la dirección de Manuel Romero. Acompañada por la orquesta de Francisco Lomuto, interpretó en el filme los tangos Como las aves y Tango amigo. Al mismo tiempo empieza a grabar discos para el sello RCA Records, debutando con los temas de la película.
Continuando con su labor cinematográfica en 1940 filma Los Muchachos se Divierten junto a Enrique Serrano, Sofía Bozán, Sabina Olmos, Charlo, Alicia Barrié, Marcelo Ruggero, Enrique Roldán, y Alberto Bello, con la dirección de Manuel Romero en donde interpreta el tango Necesito olvidar y Cuando no quedan esperanzas a dúo con Charlo.
Siguiendo con Isabelita junto a Paulina Singerman, Tito Lusiardo, Sofía Bozán, Juan Carlos Thorry, Enrique Roldán, y Alberto Bello, también dirigida por Manuel Romero en donde canta el tango Qué es lo que puedo esperar y el vals Isabelita. Otra vez con la dirección de Manuel Romero interviene en Luna de Miel en Río junto a Nini Marshal, Tito Lusiardo, Enrique Serrano, Alicia Barrié y Juan Carlos Thorry, donde canta la polca El Criticón con Juan Carlos Thorry.

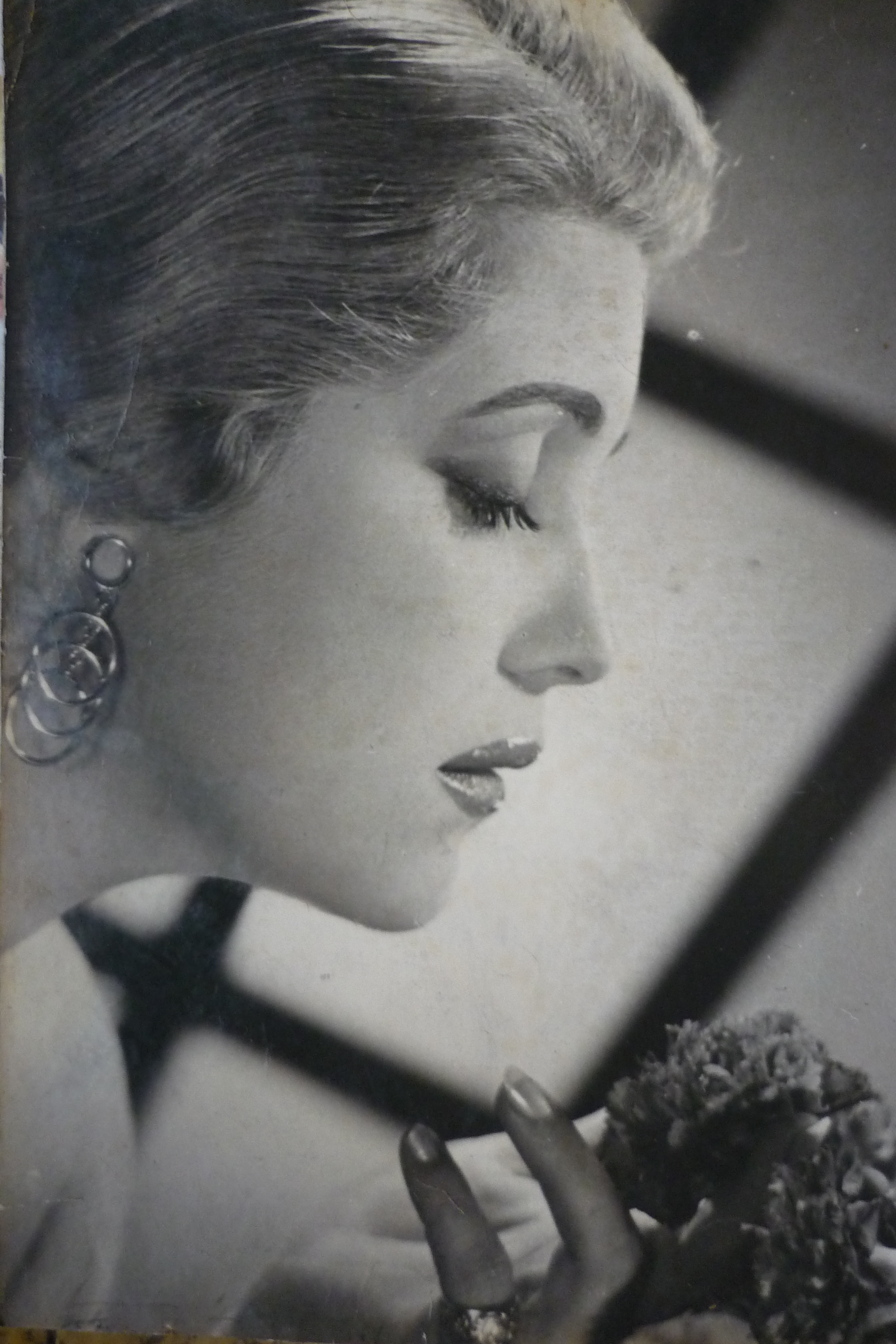
Carmen del Moral

En 1942 en la película Elvira Fernández Vendedora de Tienda junto a Paulina Singerman, Juan Carlos Thorry, Tito Lusiardo, Sofía Bozán, Elena Lucena y Enrique Roldán canta el tango Necesito Olvidar. En el año 1943 estrena La Calle Corrientes con Tito Lusiardo, Severo Fernández, Elena Lucena, Alberto Anchart, Emilio De Grey y Leonor Rinaldi donde interpreta el tema homónimo de la película. También en el mismo año filma El Fabricantes de Estrellas junto a Pepe Arias, Tito Lusiardo, Alica Barrié, Osvaldo Miranda y Emilio de Grey en donde canta el tango Mi Piba. Interrumpiendo su carrera en el cine hasta que en 1963 participó en La Calesita, dirigida por Hugo del Carril, su última película, en donde interpretó La Morocha.
Frecuentó el teatro de revistas integrando elencos dirigidos por Antonio De Bassi, con José Ramírez, Antonio Pratt y Roberto García Ramos con quien contrae matrimonio. También actuó en el "Tabaris" en la compañía de Carlos A. Petit; en el Teatro Maipo y en "Goyescas" y realizó giras por Uruguay, Perú, Brasil y Chile, país este último donde además de su labor teatral, grabó para RCA Records acompañada por Porfirio Díaz y Alfredo Fanuele.

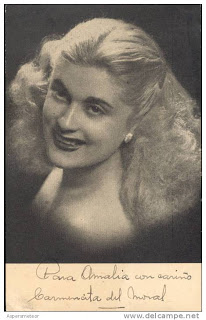
Carmencita del Moral

En Uruguay hizo presentaciones en Radio Carve, Radio El Espectador, en el Teatro Artigas y grabó para el sello Sandor Tal vez si… Tal vez no. En 1947 actuó en el Teatro 18 de Julio en El Nombre más Lindo del Mundo, Libro de Wimpi junto a Roberto García Ramos, Carlos Roldan, Victoria Ramos y el debut teatral del animador y humorista Juan Carlos Mareco, "Pinocho". 
Sus giras artísticas se extendieron a Europa y fue así que en 1948 hizo presentaciones en vivo en Radio Madrid, en el Club El Cortijo (Barcelona) y en el Villa Rosa de Madrid. En España registró para el sello RCA Records los temas Aquella noche en Madrid, Ay! que difícil es, Luna lunera y el tango Yo sólo sé.
En 1958, se incorpora al elenco de Tangolandia, en el Teatro Alvear, dirigida por Francisco Canaro, junto a María Esther Gamas, Oscar Villa, Tono Andreu, Miguel Ligero, el valet de Juan Carlos Copes , María Nieves y Francisco Amor.
En la fiesta inaugural de Camal 13, en octubre de 1960 presenta al cantante Puertorriqueño Bobby Capó. Continuando en el mismo canal en el programa Rincón de Tango conducido por Maurice Jouvet. En los años 1963/1965 se presenta en el Show del Medio Día y en 1966 en el Show de la Alegría conducidos por Héctor Coire. Luego sus apariciones se van haciendo más espaciadas hasta que se aleja definitivamente de los escenarios y de las presentaciones públicas. Falleció el 6 de diciembre de 1991 en la ciudad de San Miguel, Provincia de Buenos Aires.

## Filmografía
Actriz
- La calesita (1963) Dir. Hugo del Carril
- La calle Corrientes (1943) Dir. Manuel Romero
- El fabricante de estrellas (1943) Dir. Manuel Romero.... Felisa Torres
- Elvira Fernández, vendedora de tienda (1942) Dir. Manuel Romero
- Luna de miel en Río (1940) Dir. Manuel Romero
- Isabelita (1940) Dir. Manuel Romero.... Emma Fuentes
- Los muchachos se divierten (1940) Dir. Manuel Romero
- Muchachas que estudian (1939) Dir. Manuel Romero.... Magda

## Teatro

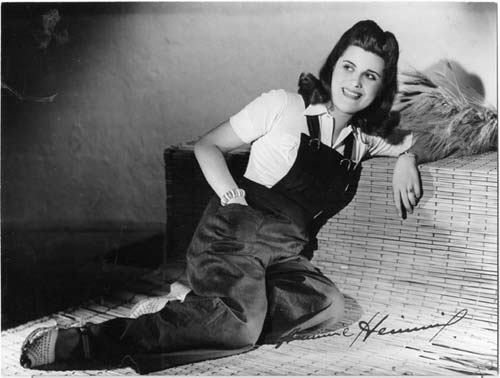
Carmen del Moral

- 1945: ¡Los Muchachos Quieren Volver! Teatro El Nacional con Victoria Cuenca, Mabel Miranda, Nené Cao, Carlos Castro, Roberto García Ramos, Jesús Gómez y Vicente Formi.

- 1945: Está… Tutto Listo! Teatro El Nacional con Victoria Cuenca, Mabel Miranda, Nené Cao, Carlos Castro, Roberto García Ramos, Jesús Gómez y Vicente Formi.

- 1947: La Revista de Nylon Teatro Casino junto a Alberto Anchart, Carlo Buti, Tito Climent, Gogo Andreu, Roberto Garcia Ramos, Oscar Villa y Isabel Hernández.

- 1956: Tangolandia Teatro Presidente Alvear junto a Francisco Canaro, María Esther Gamas, Oscar Villa, Jorge Ayala, Lalo Malcolm, Isabel de Grana, Miguel Ligero, Marcelo Paz, Chola Duby, Santiago Vidal, Tono Andreu, Francisco Amor, Juan Carlos Copes y Nieves, Julia y Lalo Bello, Nene Castell, Leo Sassi, José Hernandez, y Francisco Audenino.

## Discografía
- 1939: Como las aves (tango), Orquesta de Francisco Lomuto, Sello RCA Records.
- 1939: Tango Amigo (tango), Orquesta de Francisco Lomuto, Sello RCA Víctor.
- 1940: Esta Noche (tango), Orquesta típica de RCA, Sello RCA Records.
- 1940: El vals del ayer (vals), Orquesta típica de RCA, Sello RCA Records.
- 1940: Que es lo que puedo esperar (tango), Orquesta típica de RCA, Sello RCA Víctor.
- 1940: Cuando no queda esperanza (tango), Orquesta típica de RCA, Sello RCA Records.
- 1940: Isabelita (vals), Orquesta típica de RCA Sello RCA Víctor.
- 1940: Mentira (tango), Orquesta típica de RCA, Sello RCA Víctor.
- 1944: Un día llegara (vals), Orquesta típica de Porfirio Díaz, Sello RCA Víctor. Chile.
- 1944: Garúa (tango), Orquesta típica de Porfirio Díaz, Sello RCA Víctor Chile.
- 1944: Cada día te extraño más, (tango), Orquesta típica de Porfirio Díaz, Sello RCA Víctor Chile.
- 1944: Me duele el corazón (vals), Orquesta típica de Porfirio Díaz, Sello RCA Víctor Chile.
- 1944: La Comparsita (tango), Orquesta típica de Porfirio Díaz, Sello RCA Víctor Chile.
- 1944: La casita de mis viejos (tango), Orquesta típica de Porfirio Díaz, Sello RCA Víctor Chile.
- 1945: Gracias (tango), Orquesta típica de Porfirio Díaz, Sello RCA Víctor Chile.
- 1945: No te olvides de mí, corazón (vals), Orquesta típica de Porfirio Díaz, Sello RCA Víctor Chile.
- 1946: Caminito (tango), Orquesta típica de Porfirio Díaz, Sello RCA Víctor Chile.
- 1946: Dolor milonguero (tango), Orquesta típica de Porfirio Díaz, Sello RCA Víctor Chile.
- 1946: En carne propia (tango), Orquesta típica de Porfirio Díaz, Sello RCA Víctor Chile.
- 1946: Fuimos (tango), Orquesta típica de Porfirio Díaz, Sello RCA Víctor Chile.
- 1946: Mendrugo de cariño (vals), Orquesta típica de Alfredo Fanuele, Sello RCA Víctor Chile.
- 1946: Y no te voy a llorar (tango) Orquesta típica de Alfredo Fanuele, Sello RCA Records Chile.
- 1947: Tal vez si… Tal vez no… (vals) Orquesta típica de Romeo Gavioli, Sello Sandor Uruguay.
- 1948: Aquella Noche en Madrid (bolero español), sello La Voz de su Amo, España.
- 1948: Ay, que difícil es (canción bolero), sello La Voz de su Amo, España.
- 1948: Luna Llunera (canción), sello La Voz de su Amo, España.
- 1948: Yo solo se (tango), sello La Voz de su Amo, España.

## Valoración

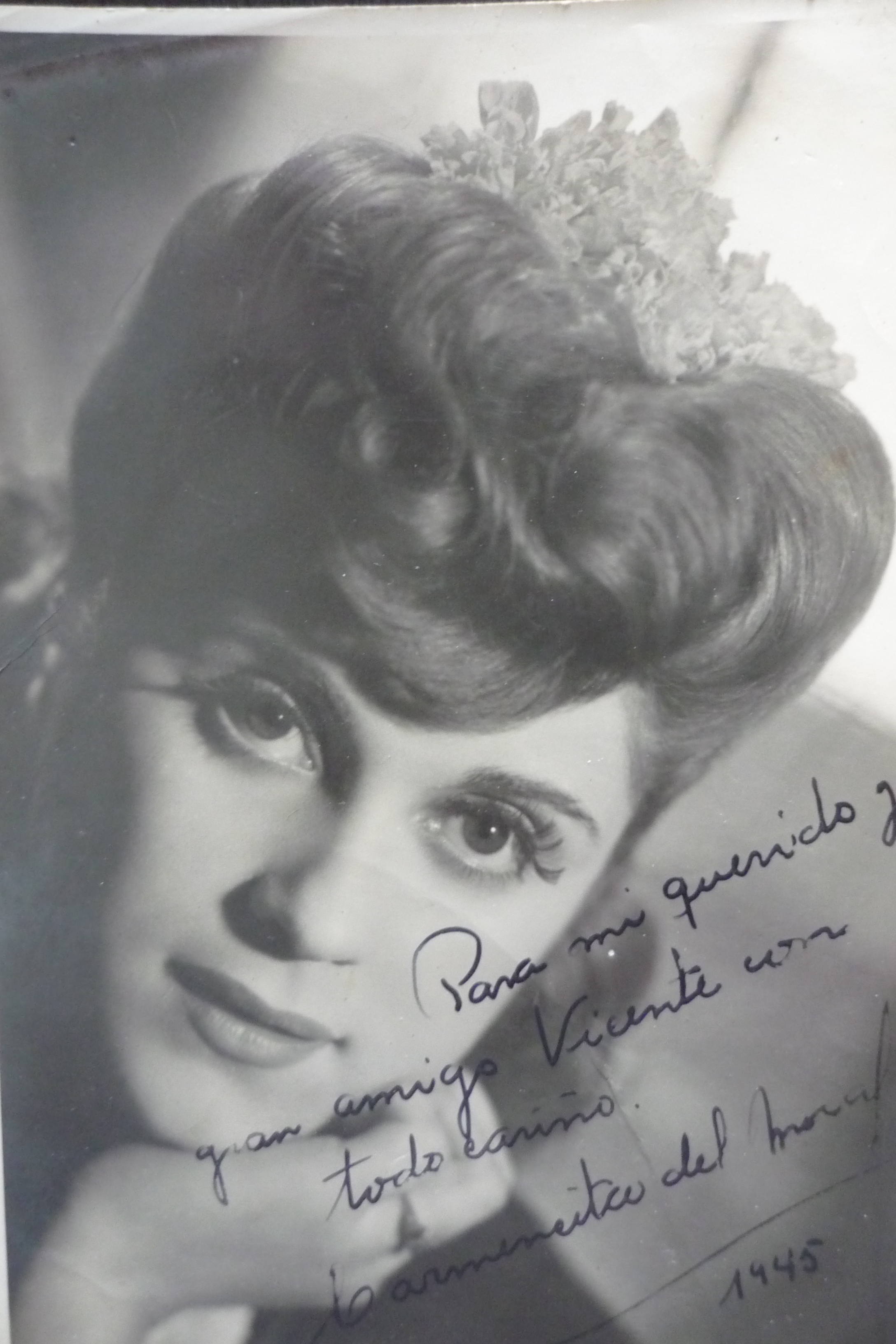
Carmen del Moral

Francisco Canaro en su libro “Mis Memorias” se expresa de Carmen del Moral de la siguiente forma:

Lograr un cartel de buena intérprete en el tango entre la legión de cancionistas especializadas que existe, ya es una virtud digna de mención. Y en esas condiciones se encuentra Carmen del Moral, cantante de  exquisita voz, a través de la cual sabe matizar con arte y emoción sus aplaudidas interpretaciones de nuestra música porteña. Se hace por ello acreedora a un justo elogio.
Francisco Canaro

## Actividad Gremial
Carmencita fue fundadora en la década del 50 de la Unión Argentina de Artistas de Variedades (UADAV) junto a José Razzano, Agustín Irusta, Alberto Gómez, Fernando Ochoa, Santiago Ayala, Juan Carlos Castro, Lito Bayardo, Leo Marin, Mercedes Simone, Fedora Cabral, Lolita Torres y Chola Luna entre otros.